# Dicranomyia sparsa
Dicranomyia sparsa là một loài ruồi trong họ Limoniidae. Chúng phân bố ở miền Cổ bắc.